# Gamma Aquarii
Gamma Aquarii (Sadachbia, Sadalachbia, Aoul al Achbiya, Prima Tabernaculorum, 48 Aquarii) é uma estrela dupla na direção da constelação de Aquarius. Possui uma ascensão reta de 22h 21m 39.30s e uma declinação de −01° 23′ 14.5″. Sua magnitude aparente é igual a 3.86. Considerando sua distância de 158 anos-luz em relação à Terra, sua magnitude absoluta é igual a 0.44. Pertence à classe espectral A0V.